# VASP (авіакомпанія)
Viação Aérea São Paulo S/A, що діяла як VASP, — колишня бразильська авіакомпанія зі штаб-квартирою в аеропорту Конгоньяс/Сан-Паулу, в минулому один з найбільших комерційних авіаперевізників Бразилії.
В якості головних вузлових аеропортів авіакомпанія використовувала аеропорти Конгоньяс і Гуарульос в Сан-Паулу.

## Історія
Авіакомпанія була заснована 4 листопада 1933 року урядом штату Сан-Паулу для забезпечення пасажирських і вантажних авіаперевезень між населеними пунктами штату. На початку 1930-х років в країні практично повністю відсутня інфраструктура аеропортів і як аеродромних майданчиків в кращому випадку використовувалися рівнинні пасовища. VASP стала першою авіакомпанією Сан-Паулу, яка спочатку орієнтувалася на використання літаків, що вимагають наявності злітно-посадкових смуг відповідної якості. Необхідність у забезпеченні авіаперевезень штату привела до будівництва в 1936 році одного і найважливіших комерційних аеропортів Бразилії „Конгоньяс“, який був зведений в передмісті Сан-Паулу на порядній відстані від морського берега. У перші роки своєї роботи порт був відомий під ім'ям „Аеродром VASP“ (порт. Campo da VASP).
У 1939 році VASP придбала невелику регіональну авіакомпанію Aerolloyd Iguassu, що мала ліцензію на виконання регулярних пасажирських перевезень в штатах Парана і Санта-Катаріна. В 1963 році відбулася ще одна операція з придбання досить крупного авіаперевізника Lóide Aéreo Nacional, який працював з урядової ліцензією на дозвіл польотів по всій території Бразилії. З цього моменту VASP виходить на рівень національної авіакомпанії країни.
6 липня 1959 року три бразильські авіакомпанії VASP, Varig і Serviços Aéreos Cruzeiro do Sul ввели в дію перший у своєму роді рейси аеротаксі між Аеропортом Сантос-Дюмон в Ріо-де-Жанейро і аеропортом Конгоньяс в Сан-Паулу. Перевізники узгодили між собою графіки польотів, використовувані на лінії моделі літаків і розподіл загального прибутку з даного маршруту. Спочатку рейси Сан-Паулу — Ріо-де-Жанейро виконувалися на літаках Convair 240 (Varig), Convair 340 (Cruzeiro) і Saab 90 Scandia (VASP) з інтервалами в кожні півгодини. У 1968 році в міні-альянс авіакомпаній вступив ще один регіональний перевізник Sadia Transportes Aéreos. В період з 1975 по 1992 роки даний маршрут обслуговувався виключно літаками Lockheed L-188 Electra авіакомпанії Varig в рамках укладених договорів з іншими членами альянсу, причому самі лайнери не мали назви „Varig“ на фюзеляжах в цілях збереження нейтралітету між партнерами.
Незважаючи на досить стабільне зростання і розширення маршрутної мережі аж до кінця 1980-х років авіакомпанія перебувала в державній власності, що часто призводило до фінансової неефективності підприємства, а також постійним змушеним платежів до держбюджету, що проводяться, як правило, з політичних причин. У 1990 році на хвилі неоліберальної політики чергового уряду країни VASP була приватизована, при цьому контрольний пакет акцій був викуплений фінансовою групою „VOE/Canhedo Group“, створеної спільно інвестиційним холдингом „Canhedo Group“ і співробітниками авіакомпанії VASP.

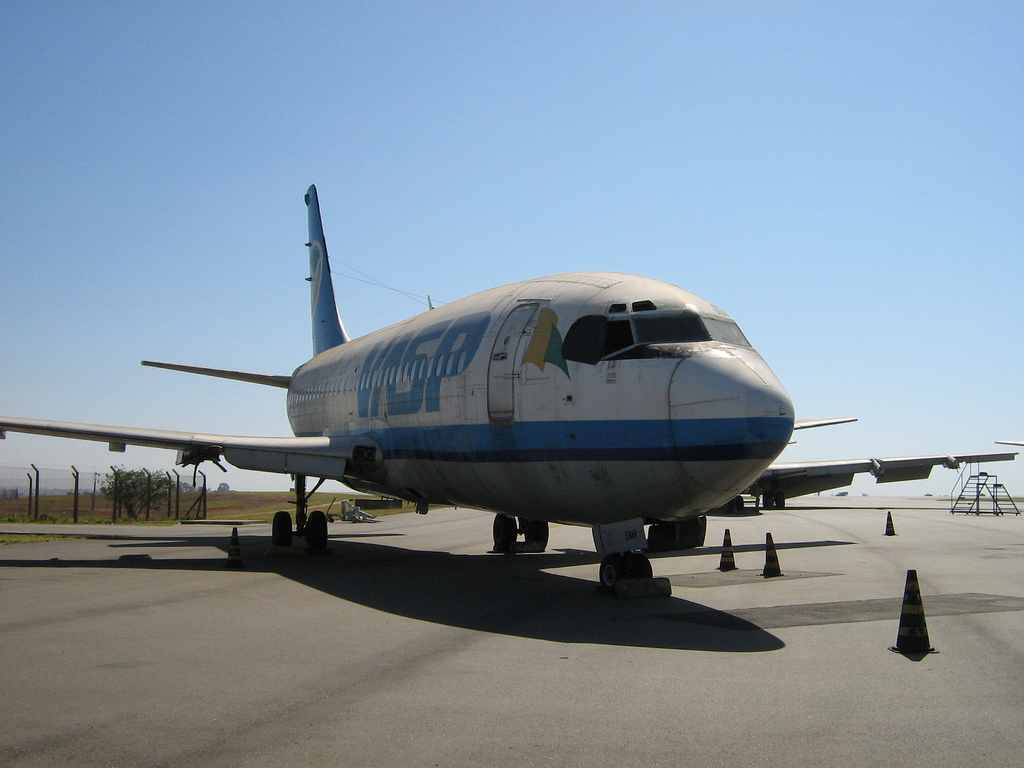
Boeing 737—200 авіакомпанії VASP на стоянці-зберіганні. 2010 рік

Після приватизації в управління авіакомпанією прийшла нова команда на чолі з Вагнером Канедо. VASP швидко розширювала власну маршрутну мережу, ставши другою з 1965 року бразильської авіакомпанією, яка ввела регулярні рейси за межі країни. Тим не менш, що накопичилися з минулого період керування проблеми, фінансові зобов'язання за кредитами та погіршення економічної ситуації в країні призвели до серйозних проблем і тяжкого фінансового становища авіакомпанії, яка в 2002 році скасувала всі міжнародні рейси і зосередилася тільки на ринку внутрішніх пасажирських перевезень. До початку 2003 році VASP опустилася з другого на четверте місце серед бразильських авіакомпаній за пасажирообігом в рік. Ситуація ускладнювалася ще й експлуатацією досить літнього парку повітряних суден, основна частина яких припадала на літаки Boeing 737—200 і Airbus A300.
У 2004 році VASP вступила в смугу жорсткої фінансової кризи, наслідком чого стала масове припинення регулярних рейсів з багатьох міст в маршрутній мережі перевізника. Частка авіакомпанії на ринку внутрішніх пасажирських перевезень різко скоротилася до 10 відсотків. 25 січня 2005 року Управління цивільної авіації Бразилії призупинила всі регулярні рейси VASP до закінчення розслідування фінансового стану авіакомпанії. Перевізнику було дозволено виконувати лише чартерні польоти, тим самим давши йому можливість довести власну фінансову стабільність і тим самим зберігши сертифікат експлуатанта.
Станом на грудень 2007 року VASP не змогла відновити польоти по регулярних маршрутах, проте продовжувала діяльність в області ремонту і технічного обслуговування повітряних суден інших авіакомпаній. В даному напрямку діяльності до авіакомпанії ніколи не виникало претензій і нарікань, а сервіс техобслуговування завжди був на високому рівні. 27 серпня 2006 року був затверджений новий план виведення VASP зі стану банкрутства, однак до початку 2011 року немає ніяких ознак планованого відновлення повного спектру діяльності авіакомпанії.

## Маршрутна мережа

### На момент зупинки регулярних рейсів
Станом на січень 2005 року авіакомпанія VASP виконувала регулярні пасажирські рейси з аеропортів наступних міст:
Аракажу, Белем, Бразиліа, Куритиба, Форталеза, Фос-ду-Іґуасу, Масейо, Манаус, Натал, Ресіфі, Ріо-де-Жанейро, Сальвадор, Сан-Луїс, Сан-Паулу, Терезіна і Порту-Алегрі.

### На кінець 1990-х років
В кінці 1990-х років VASP мала одну з найбільших маршрутних мереж серед усіх авіакомпаній Бразилії, яка охоплювала всі великі міста країни і поширювалася на наступні міжнародні напрямки: Буенос-Айрес, Кіто, Маямі, Нью-Йорк, Лос-Анджелес, Сан-Франциско, Торонто, Осака, Сеул, Касабланка, Барселона, Брюссель, Афіни, Франкфурт і Цюрих.

## Флот
На момент припинення регулярних перевезень повітряний флот авіакомпанії VASP складався з літаків Airbus A300B2-200, Boeing 727-200F і Boeing 737—200/-300.

У 1999 році авіакомпанія експлуатувала флот з таких літаків.

## Авіаподії і нещасні випадки
- 27 серпня 1943 року. Літак Юнкерс Ю-52/3mg3e (реєстраційний PP-SPD), що виконував пасажирський рейс з Ріо-де-Жанейро (Сантос-Дюмон) в Сан-Паулу (Конгоньяс), в умовах сильного туману зіткнувся на зльоті з будівлею Військово-морської Академії. Лайнер розвалився на дві частини, одна з яких впала в воду. З 21 особи на борту загинуло 18.
- 18 травня 1951 року. Літак Douglas C-47B-45-DK (реєстраційний PP-SPM), що виконував рейс з Аеропорту Санта-Крус-ду-Ріу-Парду в Аеропорт Презіденті-Пруденті, приземлився на злітно-посадкову смугу аеропорту призначення з недопустимо високою швидкістю. Загинули всі шестеро осіб на борту.
- 13 травня 1951 року. Douglas C-47B-45-DK (реєстраційний PP-SPM) Сан-Паулу (Конгоньяс) — Аеропорт Бауру. В ході польоту відбулась відмова обох двигунів. Пілоти спробували здійснити аварійну посадку, яка закінчилась катастрофою лайнера. Загинули три пасажири і два члени екіпажу.
- 30 грудня 1958 року. Saab Scandia 90A-1 (реєстраційний PP-SQE). Відразу після зльоту з аеропорту Ріо-де-Жанейро (Сантос-Дюмон) в напрямку аеропорту Сан-Паулу (Конгоньяс) відбулась відмова першого двигуна. Екіпаж спробував розвернути літак і піти на аварійну посадку, але в процесі маневру відмовив другий двигун. Лайнер впав в затоку Гуанабара, з 37 що знаходились на борту вижило 16 чоловік.
- 22 грудня 1959 року. Літак Vickers Viscount (реєстраційний PP-SRG) відразу після зльоту з аеропорту Ріо-де-Жанейро зіткнувся з учбовим літаком Fokker AT-6 Військово-повітряних сил Бразилії. Загинули всі 32 особи на борту пасажирського лайнера, 10 чоловік були вбиті падаючими обламками на земле, загинув один пілот винищувача, іншому вдалось вчасно катапультуватися[7].
- 26 листопада 1962 року. Лайнер Saab Scandia 90A-1 (реєстраційний PP-SRA), що прямував регулярним рейсом з Сан-Паулу (Конгоньяс) в Ріо-де-Жанейро (Сантос-Дюмон), на висоті 2400 метрів зіткнувся з приватною Цессною-310 над територією муніципалітету Парайбуна. Літаки летіли на одному ешелоні в різних напрямках, пілоти обох повітряних суден не слідкували за іншими літаками в навколишнім повітряним простором. Загинули всі 23 чоловік на Saab Scandia і 4 особи на Cesna 310.
- 4 вересня 1964 року. Літак Vickers Viscount 701C (реєстраційний PP-SRP), що слідував регулярним рейсом з Аеропорту Еуріку ді Ажияр Саллес в Ріо-де-Жанейро, за невияснених обставин відклонився від курсу і врізався в гору в районі міста Нова-Фрібургу. Загинули всі 39 осіб, що знаходились на борту[8].
- 3 березня 1965 року. При виконанні учбово-тренувального польоту, на зльоті з Міжнародного аеропорту Ріо-де-Жанейро/Галеан літак Vickers Viscount (реєстраційний PP-SRQ) зійшов із злітно-посадкової смуги в умовах імітації відмови двигуна. Лайнер отримав серйозні пошкодження і був списаний[9].
- 31 жовтня 1966 року. Літак Vickers Viscount (реєстраційний PP-SRM) при приземленні в аеропорту Ріо-де-Жанейро (Сантос-Дюмон) викотився за межі злітно-посадкової смуги. Лайнер отримав значні пошкодження і згодом був списаний. Про постраждалих в результаті пригоди не повідомлялось[10].
- 15 вересня 1968 року. Під час виконання учбово-тренувального польоту над аеропортом Сан-Паулу (Конгольяс) зазнав аварії літак Vickers Viscount (реєстраційний PP-SRE), в результаті якої загинув один пілот[11].
- 14 вересня 1969 року. Літак Douglas C-47B-45-DK (реєстраційний PP-SPP) вилетів з Аеропорту Лондріна, але після зльоту виникла проблема з пропелером одного з двигунів, і екіпаж ухвалив рішення вернутися в аеропорт вильоту. У фазі заходу на посадку лайнер зробив крутий віраж вліво і врізався в землю. Загинули всі 20 осіб, що знаходились на борту.
- 29 січня 1973 року. Douglas C-47 (реєстраційний PP-SQA) розбився при посадці в аеропорту Рондонополіса[12].
- 23 жовтня 1973 року. Літак NAMC YS-11A-211 (реєстраційний PP-SMJ), регулярний рейс з Ріо-де-Жанейро (Сантос-Дюмон) в Аеропорт Карлос Друммонд де Андраде. При розбігу на ЗПС Сантос-Дюмона екіпаж вирішив перервати зліт. Літак викотився за межі злітно-посадкової смуги і опинився в затоці Гуанабара. З 65 осіб на борту загинуло 8 пасажирів[13].
- 27 лютого 1975 року. Літак Embraer EMB 110 Bandeirante (реєстраційний PP-SBE), що виконував регулярний рейс з Сан-Паулу (Конгоньяс) в Бауру, зазнав аварії відразу після зльоту з Коньгоньяса. Загинули всі 15 чоловік, що знаходились на борту.
- 8 червня 1982 року. Літак Boeing 727—212 (реєстраційний PP-SRK), що прямував регулярним рейсом 168 з Ріо-де-Жанейро (Галеан) в Аеропорт Форталеза, при підході до аеропорту призначення врізався в гори. Недивлячись на сигнали системи стеження і попередження другого пілота про те, що по курсу руху знаходиться гірський масив, командир корабля продовжував зниження лайнера нижче мінімально безпечної висоти. Загинули всі 137 осіб на борту[14].
- Рейс VASP 375 был захвачен 29 сентября 1988 года Раймундо Нонато Алвесом да Консейсао, который намеревался разбить самолет с 98 пассажирами и 7 членами экипажа на борту о дворец Планалту в Бразилиа . Рейс, выполняемый самолетом Boeing 737-300 , вылетел из Порту-Велью в Рио-де-Жанейро , делая остановки в Бразилиа, Гоянии и Белу-Оризонти . На заключительном этапе полета, между Белу-Оризонти и Рио-де-Жанейро, самолет был захвачен и направлен в Бразилиа. Угон не удался, и самолет благополучно приземлился в Гоянии . Единственным погибшим в результате угона стал первый помощник Сальвадор Евангелиста. [ 1 ]
- 22 червня 1992 року. Літак Boeing 737-2A1C (реєстраційний PP-SND), що виконував вантажний рейс з Аеропорту Ріу-Бранку в Міжнародний аеропорт Крузейру-ду-Сул, розбився в джунглях під час заходу на посадку в аеропорт призначення. Загинули обидва пілоти і один пасажир.